# Baby-sitter malgré lui
Pour plus de détails, voir Fiche technique et Distribution.
Baby-sitter malgré lui ou Le Gardien d'enfants au Québec (The Sitter) est un film américain réalisé par David Gordon Green et sorti en salles en 2011.

## Fiche technique
- Titre : Baby-sitter malgré lui
- Titre québécois : Le Gardien d'enfants
- Titre original : The Sitter
- Réalisation : David Gordon Green
- Scénario : Brian Gatewood	et Alessandro Tanaka
- Photographie : Tim Orr
- Distribution des rôles :
- Direction artistique : Matthew Munn
- Décors :
- Costumes : Leah Katznelson
- Montage : Craig Alpert
- Musique : Jeff McIlwain et David Wingo
- Production : Michael De Luca
- Sociétés de production :
- Société de distribution : 20th Century Fox
- Budget : 25 000 000 $ [1]
- Pays :  États-Unis
- Langue : anglais
- Genre : Comédie
- Durée : 81 minutes (87 minutes en version non censurée)
- Dates de sortie :
  -  États-Unis : 9 décembre 2011

## Distribution
- Jonah Hill (VF : Alessandro Bevilacqua ; VQ : Olivier Visentin) : Noah Griffith
- Max Records (VF : Martin Ensuet ; VQ : Alexis Plante) : Slater Pedulla
- Ari Graynor (VF : Tania Garbarski ; VQ : Véronique Marchand) : Marisa Lewis
- J.B. Smoove : Julio
- Sam Rockwell (VF : Philippe Allard ; VQ : Gilbert Lachance) : Karl
- Landry Bender (VF : Luana de Vuyst ; VQ : Noémie P. Charbonneau) : Blithe Pedulla
- Kevin Hernandez (VQ : Samuel Jacques) : Rodrigo Pedulla
- Kylie Bunbury (VQ : Catherine Bonneau) : Roxanne
- Erin Daniels (VF : Catherine Conet ; VQ : Mélanie Laberge) : Mme Pedulla
- D.W. Moffett : Dr Pedulla
- Jessica Hecht (VQ : Anne Bédard) : Sandy Griffith
- Bruce Altman : Jim Griffith
- Method Man : Jacolby
- Sean Patrick Doyle : Garv
- Alex Wolff : Clayton
- Jack Krizmanich : Ricky Fontaine
- Lou Carbonneau : Maitre D'
- Alysia Joy Powell : Suzy
- Samira Wiley (VQ : Nadia Paradis) : Tina
- Sammuel Soifer : Benji Gillespie
- Wendy Hoopes : Bethany
- Ethan Davis : Ashton Griffith
- Gracie Bea Lawrence : Wendy Sapperstein
- Jackie Hoffman : Mme Sapperstein
- Michael Goldberg : Moe
- Jason Grove : Johnny
- Guillaume Orsat : Policier n°1

Doublage belge
- Société de doublage : Dubbing Brothers Belgique
- Direction artistique : Marie-Line Landerwyn
- Adaptation des dialogues : Michel Mella
- Enregistrement : Grégory Beaufays
- Mixage : Frédéric Dray
- Montage : Pierre Brouard

Doublage québécois
- Société de doublage : Cinélume
- Direction artistique : Christine Séguin
- Adaptation des dialogues : Bérengère Rouard et Thibaud de Courrèges

Source et légende : Cartons de doublage sur Disney+. Version française (V. F.) sur Voxofilm et Version québécoise (V. Q.) sur Doublage Québec